# NortonLifeLock
NortonLifeLock Inc. (anteriorment coneguda com a Symantec Corporation) és una empresa americana de programari de seguretat informàtica, còpies de seguretat i solucions de disponibilitat amb seu a Mountain View, Califòrnia, Estats Units. Es tracta d'una companyia Fortune 500 i membre de l'índex borsari S&P 500.
Symantec produeix Norton, que competeix en la indústria del programari antivirus contra AVG, Avira, BitDefender, BullGuard, F-Secure, Frisk, Kaspersky, McAfee, Panda Security, Sophos, Trend Micro i altres.
Symantec és l'autoritat de certificació més utilitzat d'acord amb W3Techs, competint contra Comodo, Trend Micro, DigiCert, Entrust, GlobalSign, Go Daddy, i altres.
El 9 d'agost de 2019, Broadcom va anunciar que adquiriria la divisió de programari Enterprise Security de Symantec per $10.7 mil milions, després d'haver intentat comprar tota la companyia. La venda es va tancar el 4 de novembre de 2019 i, posteriorment, la companyia va adoptar el nom NortonLifeLock.

## Productes Norton
En el 2009, els productes de Norton inclòs Norton 360, Norton AntiVirus (per a Windows i mac), Norton Internet Security (per a Windows i Mac), Norton SystemWorks (que conté Norton Utilities), Norton Save & Restore, Norton Ghost, Norton pcAnywhere, Norton Smartphone Security, Norton Partition Magic, Norton Online Backup, i OnlineFamily.Norton.

## Fusions i adquisicions
| Empresa                                     | Any  |
| ------------------------------------------- | ---- |
| ACT!                                        | 1993 |
| Veritas                                     | 2004 |
| Sygate                                      | 2005 |
| Altiris                                     | 2007 |
| Application Performance Management business | 2008 |
| PC Tools                                    | 2008 |
| MessageLabs                                 | 2008 |
| PGP and Guardian Edge                       | 2010 |
| Verisign authentication                     | 2010 |
| ClearWell Systems                           | 2011 |
| LiveOffice                                  | 2012 |
| Odyssey Software                            | 2012 |
| Nukona Inc.                                 | 2012 |